# Whiplash Smile
Whiplash Smile es el tercer álbum de estudio del músico y cantante británico de rock Billy Idol. Lanzado en 1986, se extrajeron los sencillos "To Be a Lover", "Sweet Sixteen" y "Don't Need a Gun". "To Be a Lover" fue el sencillo más exitoso del álbum, llegando al puesto número seis de las listas de Estados Unidos, mientras que los otros dos entraron en el Top 40 en Estados Unidos y en otros países.

## Lista de canciones
- Todas las canciones compuestas por Billy Idol, excepto donde se insique lo contrario.

1. "World's Forgotten Boy"  – 5:43 (Idol/Stevens)
2. "To Be a Lover"  – 3:52 (Bell/Jones)
3. "Soul Standing By"  – 4:34
4. "Sweet Sixteen"  – 4:17
5. "Man for All Seasons"  – 4:39 (Idol/Stevens)
6. "Don't Need a Gun"  – 6:17
7. "Beyond Belief"  – 4:02
8. "Fatal Charm"  – 3:44 (aparece en la película A Nightmare on Elm Street 4: The Dream Master) (Forsey/Idol/Stevens)
9. "All Summer Single"  – 4:36
10. "One Night, One Chance"  – 3:57 (Idol/Stevens)

## Personal
- Billy Idol — voz, guitarra, bajo
- Steve Stevens — guitarra, bajo, teclados, programación
- Marcus Miller — bajo
- John Regan — bajo
- Phillip Ashley — teclados
- Harold Faltermeyer — teclados
- David Frank — teclados
- Richard Tee — teclados
- Thommy Price - batería, percusión
- Jocelyn Brown — coros
- Connie Harvey — coros
- Janet Wright — coros

## Producción
- Producido por Keith Forsey
- Ingenieros de sonido: Dave Concors, Debi Cornish, Neil Dorfsman, Moira Marquis, Bill Miranda, Steve Tjaden, Dave Wittman
- Ingeniero de mezclas: Gary Langan
- Asistente de ingeniero de mezclas: Craig Vogel
- Masterización: George Marino